# Salon international de l'innovation et de la prospective
Le Salon international de l'innovation et de la prospective, également connu sous le nom de SITEF (de sa première appellation: Salon international des techniques et énergies du futur) était un salon consacré à l'innovation technologique, organisé tous les deux ans à Toulouse.

## Historique
Le salon est organisé la première fois en 1981 par la Chambre de commerce et d'industrie de Toulouse. Avec une surface d'exposition de 30 000 m2, 800 exposants de 25 pays différents, et 60 000 visiteurs professionnels, le SITEF était en 2000 un des salons d'innovation de premier plan. Il se voit décerner en 2000 le label de « Salon de l'innovation et de la prospective » par le ministère de la Recherche et de la Technologie et change son nom en conséquence dès l'édition 2002. Il s'agit de la dernière tenue du salon. L'édition 2004, initialement programmée, est remise en cause pour des raisons budgétaires. La CCI se désengage de l'organisation de cet évènement en 2003-2004, et transmet sa gestion aux collectivités locales (Conseil régional, Conseil général, Communauté du Grand Toulouse) pour une édition 2005. Une mission de redéfinition des objectifs et moyens du salon est confiée au  LAAS pour une éventuelle édition 2006. Le projet est définitivement abandonné à la suite de l'organisation à Paris du Salon européen de la recherche et de l'innovation, soutenu par le Ministère de la Recherche, le Sénat et l'Union européenne.

## Éditions

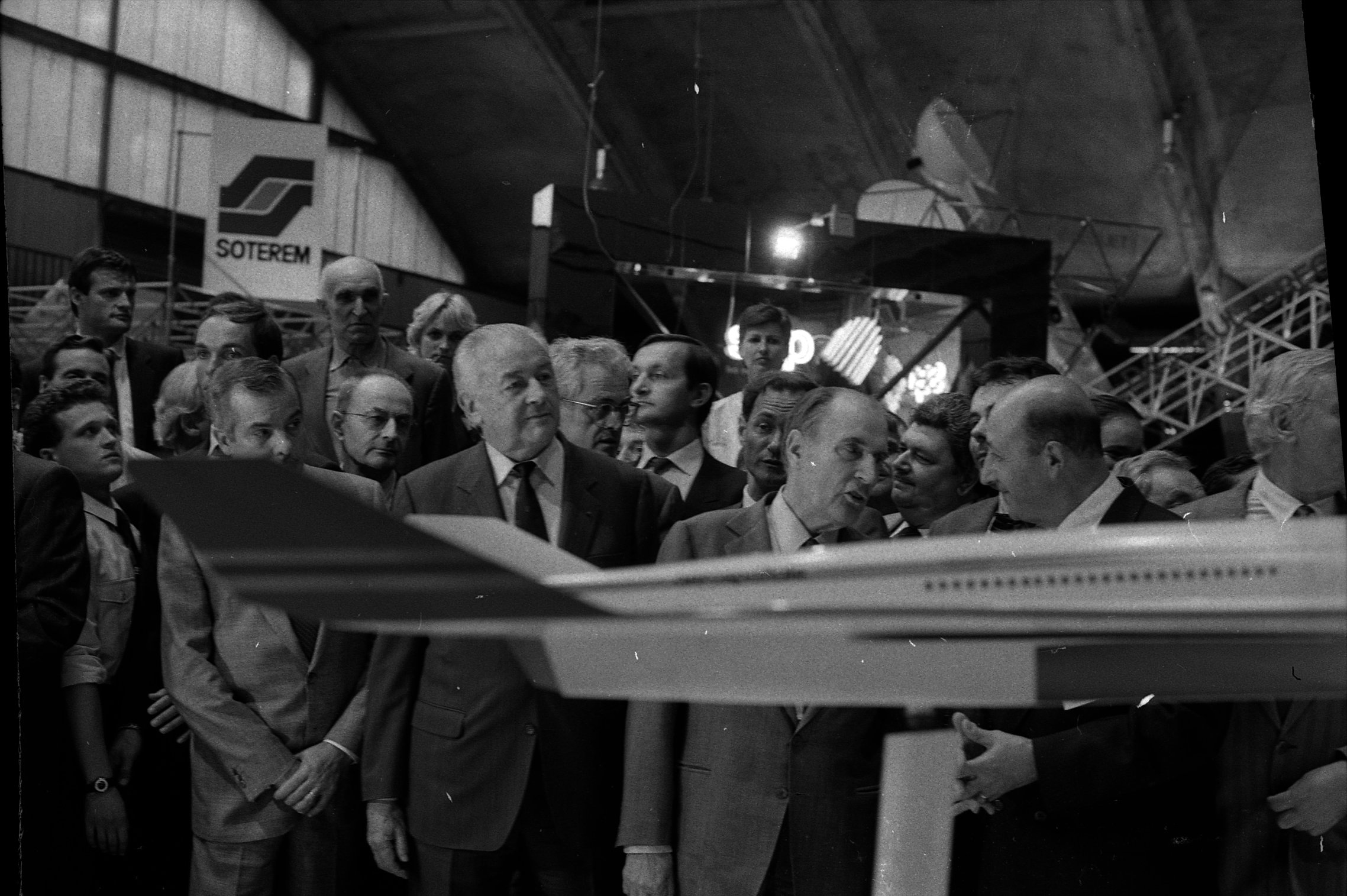
François Mitterrand et Gérard Bapt au SITEF 1987.

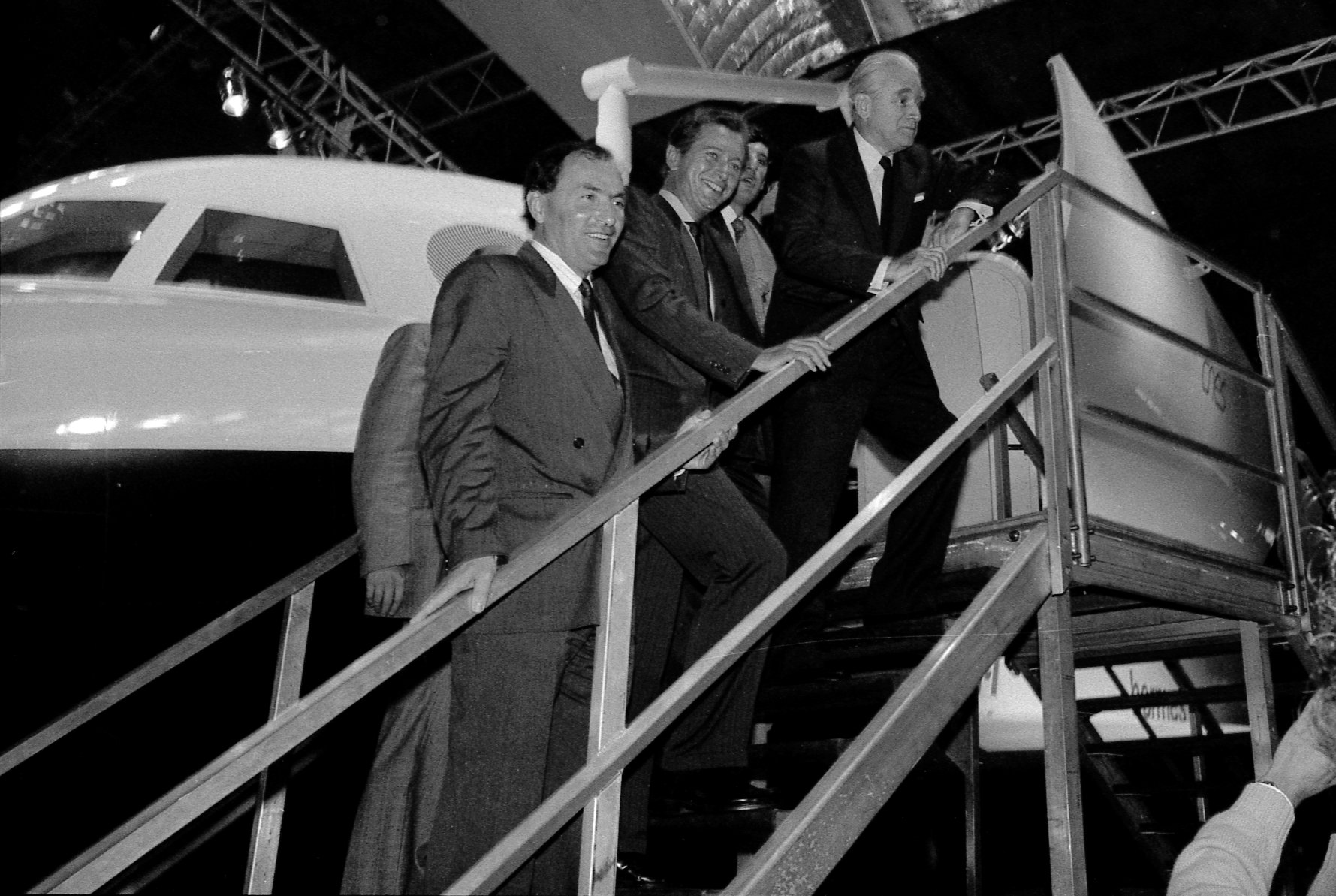
Jacques Chaban-Delmas, Dominique Baudis et Jacques Blanc devant la maquette de la navette spatiale Hermès en 1987.

| Année | Dates         | Expositions                                                                                             | Personnalités                       |
| ----- | ------------- | --- | ----------------------------------- |
| 1981  |               | |                                     |
| 1983  |               | Premiers téléviseurs haute définition.                                                                  |                                     |
| 1985  |               | Premières cartes téléphoniques à puce.                                                                  |                                     |
| 1987  | 10 octobre    | Exposition d'une maquette à l'échelle 1 de la navette spatiale Hermès.                                  | Venue de François Mitterrand.       |
| 1989  |               | |                                     |
| 1991  |               | |                                     |
| 1993  |               | Présentation du TGV à double étage.                                                                     |                                     |
| 1995  | 25 octobre    | |                                     |
| 1998  |               | Présentation du porte-monnaie électronique.                                                             |                                     |
| 2000  | 18-21 octobre | Connexion à Internet à bord d'un Airbus A340.                                                           |                                     |
| 2002  | 23-26 octobre | Première tenue après l'explosion de l'usine AZF. Présentations par l'ESA des systèmes DELTASS et EGNOS. | Inauguration par Claudie Haigneré,. |